# Ruth De Jong
Ruth De Jong (* in San Bernardino, Kalifornien) ist eine US-amerikanische Szenenbildnerin.

## Leben
Ruth De Jong wurde im kalifornischen San Bernardino als eines von fünf Kindern eines Fotojournalisten geboren und wuchs in den San Bernardino Mountains auf. Als De Jong 12 Jahre alt war, zog ihre Familie nach Charlottesville in Virginia.
Sie studierte bis zum Jahr 2004 an der Texas Christian University in Fort Worth, wo sie einen Bachelor of Fine Arts in Malerei und Fotografie erhielt. Ihre Malereien wurden in verschiedenen Galerien in den USA und Italien in Einzel- und Gruppenausstellungen gezeigt. De Jong plante ursprünglich, ihr Studium der Malerei an der Pennsylvania Academy of Fine Arts fortzusetzen. Die mit ihr befreundete Schuyler Fisk und deren Vater, Szenenbildner Jack Fisk, überzeugten sie allerdings, ihr künstlerisches Geschick als Szenenbildnerin zu nutzen.
Jack Fisk engagierte sie dann als Produktionsassistentin für die Dreharbeiten von Paul Thomas Andersons Filmdrama There Will Be Blood, die aber über zwei Jahre immer wieder verschoben wurden. De Jong zog dennoch nach Los Angeles, wo sie die nächsten 10 Jahre mit Fisk und David Crank an Filmen wie Wasser für die Elefanten, The Tree of Life, The Master und To the Wonder arbeitete. Parallel übernahm sie erste Arbeiten als eigenständige Szenenbildnerin.
De Jong arbeitete 2016 als Szenenbildnerin an Kenneth Lonergans Drama Manchester by the Sea und den nächsten beiden Jahren an den Fernsehserien Twin Peaks und Yellowstone. Für Regisseur Jordan Peele schuf De Jong die Sets der Filme Wir und Nope. 2023 arbeitete De Jong an Christopher Nolans Historienfilm Oppenheimer. Ihre Arbeit an Oppenheimer brachte De Jong mehrere Nominierungen von Kritikervereinigungen und schließlich gemeinsam mit Claire Kaufman auch eine Nominierung für den Oscar für das Beste Szenenbild ein.
Mit ihren Brüdern Peter und Philip De Jong gründete sie in Los Angeles außerdem das Möbel- und Raumgestaltungsunternehmen De Jong & Co.
Aus ihrer Ehe mit dem Location Manager Charlie Skinner ging im Februar 2019 eine Tochter hervor. Die Familie lebt auf einer Ranch in Montana und in Los Angeles.

## Filmografie (Auswahl)
- 2005: The Locrian Mode (Kurzfilm)
- 2006: Swedish Auto
- 2008: Familiar Strangers
- 2012: Dead Man’s Burden
- 2013: This Must Be the Only Fantasy (Kurzfilm)
- 2016: Manchester by the Sea
- 2017: Twin Peaks (Fernsehserie, 18 Episoden)
- 2018: Yellowstone (Fernsehserie, 9 Episoden)
- 2019: Wir (Us)
- 2022: Nope
- 2023: Oppenheimer